# Janovice nad Úhlavou (stacja kolejowa)
Janovice nad Úhlavou – stacja kolejowa w Janovicach nad Úhlavou, w kraju pilzneńskim, w Czechach. Znajduje się na wysokości 415 m n.p.m.
Na przystanku nie ma możliwości zakupu biletu, a obsługa podróżnych odbywa się w pociągu.

## Linie kolejowe
- 183 Plzeň – Klatovy – Železná Ruda-Alžbětín
- 185 Horažďovice předměstí – Domažlice